# Lac Konnevesi
Le Konnevesi est un lac qui s'étend dans les municipalités de Konnevesi et Rautalampi dans les régions de Finlande-Centrale et de Savonie du Sud en Finlande,.

## Géographie
Le lac Konnevesi est le lac central sur la voie navigable de Rautalampi. 
Avec une superficie de 187 km2, c'est le 23ème plus grand lac de Finlande.
Le bassin versant du lac est divisé en deux parties clairement distinctes : Pohjois-Konnevesi et Etelä-Konnevesi. 
La superficie de Pohjois-Konnevesi est de 68,5 km2 et sa profondeur moyenne est de 7,5 mètres et la profondeur maximale est de 44 mètres. L'Etelä-Konnevesi est plus grand, 199,5 km2, sa profondeur maximale est de 56 mètres et sa profondeur moyenne est de 12,5 mètres.

## Zone protégée
L'Etelä-Konnevesi, avec ses archipels et ses zones continentales, forme une entité d'importance écologique et naturelle. 
Les parties les plus importantes du Etelä-Konnevesi font partie du programme national de protection côtière et du réseau Natura 2000 (FI0600032). 
En outre, l'Etelä-Konnevesi a des zones protégées pour ses forêts anciennes et ses zones rocheuses de valeur nationale. Il y a 1 527 ha de terres réservées à des fins de protection par l'État.

## Galerie

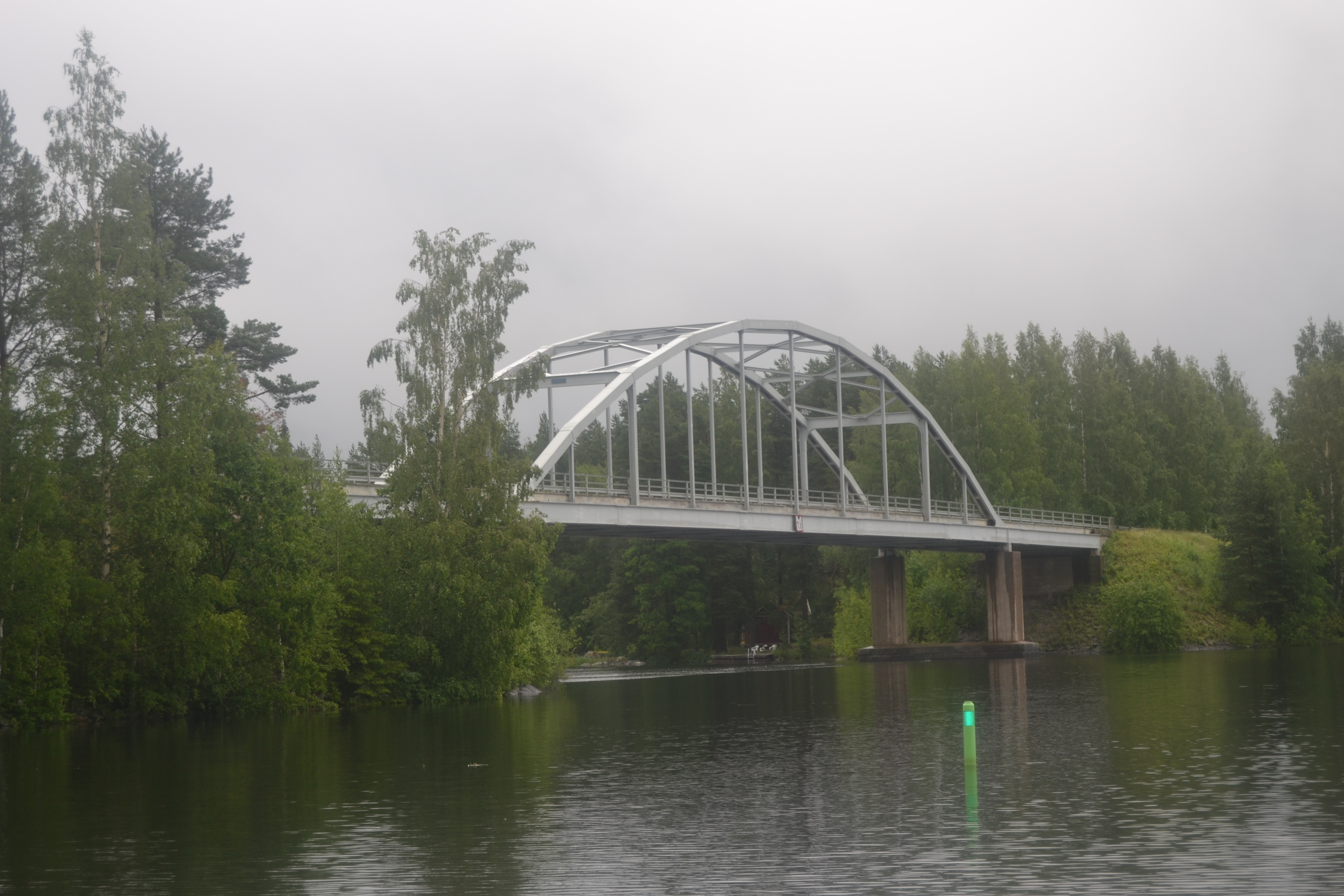
Le détroit Kivisalmi sépare Pohjois-Konnevesi et Etelä-Konnevesi.
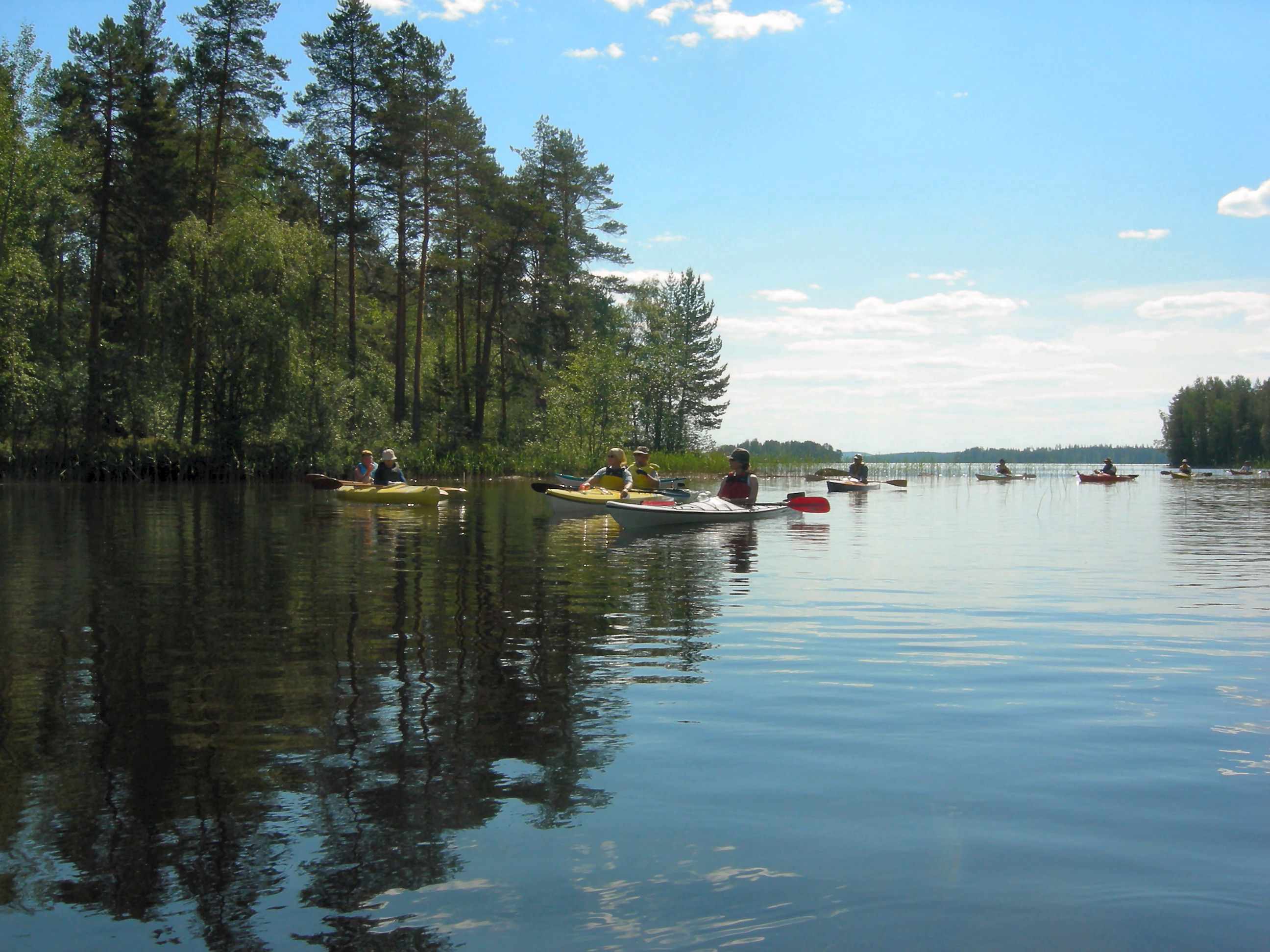
La baie Mustalahti.
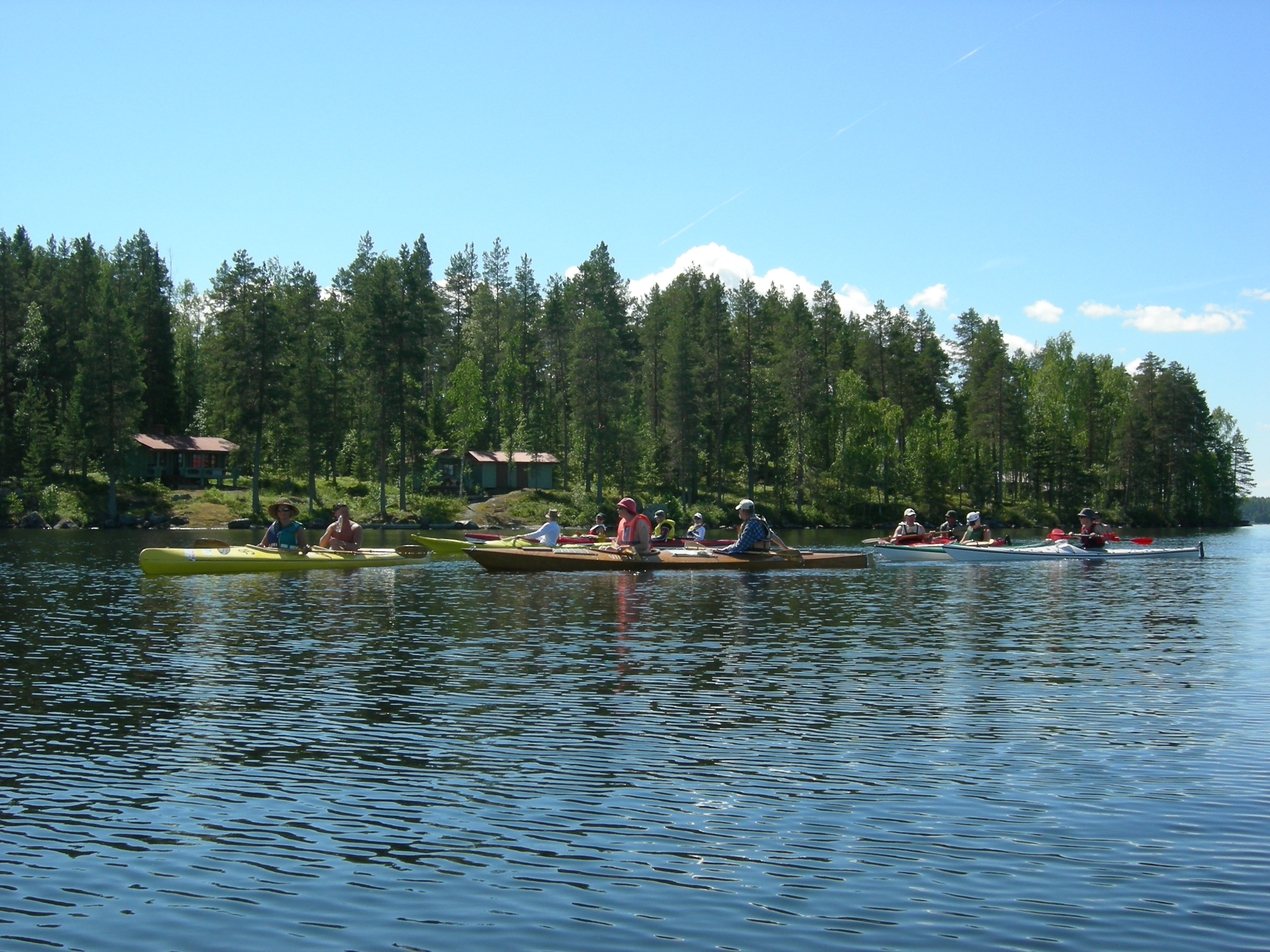
Les îles Nisusaaret.